# Albert Preis
Albert Preis (* 10. Januar 1937) ist ein deutscher Fußballspieler, der beim SV Waldhof Mannheim spielte und im Jahr 1958 je einmal in der B-Nationalmannschaft und der Juniorennationalmannschaft U 23 des DFB zum Einsatz gekommen ist. Von 1958 bis 1967 hat der Defensivspieler für Waldhof 58 Ligaspiele (1 Tor) in der damals erstklassigen Fußball-Oberliga Süd und 103 Pflichtspiele (17 Tore) in der damals zweitklassigen Fußball-Regionalliga Süd absolviert. Statistische Angaben über die Zahl der Spieleinsätze des Verteidigers in der 2. Liga Süd von 1956 bis 1958, 1959/60 und 1963/63 liegen nicht vor. Mit Waldhof gewann Preis in den Jahren 1958 und 1960 die Meisterschaft in der 2. Liga Süd und gehörte damit den zwei Aufstiegsmannschaften der Blau-Schwarzen aus dem Waldhof an.

## Waldhof Mannheim, 1956 bis 1967

### Zweite Liga und Oberliga Süd, 1956 bis 1963
In der Jugend spielte Preis beim Mannheimer Stadtteilklub TSV 47 Schönau, ehe das Defensivtalent zur Saison 1956/57 zum SV Waldhof Mannheim in die 2. Liga Süd wechselte. Bald wurde er der Partner von Stammverteidiger Fritz Rößling und belegte in seiner Debütsaison bei den Blau-Schwarzen den siebten Rang. Eine eklatante Auswärtsschwäche (6:28 Punkte) stand einer guten Heimstärke (31:3 Punkte) gegenüber. Eine Hauptursache der Stagnation lag auch in fast ständig wechselnden Mannschaftsaufstellungen. Beispielsweise war Waldhof beim 2:1-Auswärtserfolg am 19. Mai 1957 beim Absteiger VfR Heilbronn in folgender Formation angetreten: Lennert (Torhüter); Rößling, Preis; Grimbs, Leutwein, Cornelius; Hohmann (28 Tore), Ledergerber, Lebefromm (22 Tore), Zeiß und Straub.
Unter Trainer Árpád Medve führte das Team vom Waldhofstadion am Alsenweg in der zweiten Saison von Preis, 1957/58, dagegen nach sieben Spieltagen ungeschlagen die Tabelle an. In der Rückrunde sicherte sich Waldhof mit einem 4:1-Erfolg gegen den bisherigen Tabellenführer VfL Neustadt vor 18.000 Zuschauer, am 11. Mai 1958 im Waldhof-Stadion vor 17.000 Zuschauern mit einem 3:3 gegen Vizemeister TSG Ulm 1846 und einem 3:1 im letzten Heimspiel am 8. Juni 1958 gegen den FC Bayern Hof die Meisterschaft und damit die Rückkehr in die Oberliga Süd. Torhüter Lennert sowie das Verteidigerpaar Rößling und Preis bildeten in der Meisterschaftsrunde überwiegend das Schlussdreieck der Blau-Schwarzen.
Der Start in die Oberliga gelang mit zwei Erfolgen gegen die SpVgg Fürth (3:2) und einem 2:0-Heimerfolg gegen den VfB Stuttgart. Nicht nur Preis schien in der Oberliga Süd angekommen zu sein. Nach der 1:2-Heimniederlage im Lokalderby gegen die Blau-Weiß-Roten vom VfR Mannheim am 21. September vor 15.000 Zuschauern, ging dem Aufsteiger aber die Luft aus. Das gipfelte in der Hinrunde in der 1:9-Heimniederlage am 2. November 1958 gegen den FC Bayern München. Nach der Vorrunde nahm der SV Waldhof mit 8:22 Punkten den vorletzten Tabellenplatz ein. In der Rückrunde setzte sich der Abwärtstrend fort: Insbesondere die 3:6-Heimniederlage gegen den Tabellenletzten BC Augsburg am 15. Februar 1959 zerstörte die letzten Hoffnungen auf den Klassenerhalt. Die 0:8-Niederlage beim 1. FC Nürnberg am 7. März und die 3:7-Heimniederlage gegen den Karlsruher SC am 5. April 1959 passten in die desolaten Vorstellungen der Rückrunde. Mit einem 3:3-Remis am 10. Mai 1959  beim FC Schweinfurt 05 verabschiedete sich der SV Waldhof wieder in die 2. Liga Süd. Preis hatte in 23 Ligaspielen mitgewirkt.
Nach Abschluss der Hinrunde 1959/60 belegte der SV Waldhof den vierten Tabellenrang in der 2. Liga Süd. Klaus Sinn gehörte jetzt dem Team an und als Mittelläufer agierte Wolfgang Höfig. Zum letzten und entscheidenden Heimspiel gegen den Nachbarn SpVgg Amicitia Viernheim kamen am 15. Mai 1960 rund 10.000 Zuschauer ins Waldhof-Stadion. Mit einem 5:1 feierte Waldhof die Meisterschaft und die Rückkehr in die Oberliga Süd. Preis verteidigte zumeist mit Spielführer Fritz Rößling oder Friedrich Behnke. In der Oberligarunde 1960/61, Waldhof erreichte mit dem 13. Rang den Klassenerhalt, konnte Preis verletzungsbedingt lediglich fünf Rundenspiele absolvieren. Als 1961/62 mit zwei Punkten Rückstand zum FC Schweinfurt 05 auf den rettenden 14. Rang, erneut der Abstieg in die 2. Liga Süd erfolgte, hatte Preis alle 30 Ligaspiele absolviert und ein Tor erzielt. Im letzten Jahr der alten 2. Liga Süd, 1962/63, belegte der SV Waldhof unter Trainer Adolf Knoll den dritten Rang und war damit für die ab der Saison 1963/64 startende zweitklassige Regionalliga Süd qualifiziert. Als Torhüter agierte jetzt Helmut Maklicza und Walter Walz war der neue Partner von Preis in der Verteidigung.

### Regionalliga Süd, 1963 bis 1967
Im Debütjahr der zweitklassigen Regionalliga Süd, 1963/64, entschied der VfR Mannheim das Lokalderby in der Hinrunde gegen Waldhof mit 2:0, das Derby-Rückspiel gewann Waldhof mit dem Schlussdreieck Maklicza, Preis und Behnke am 16. Februar 1964 vor 8.000 Zuschauern mit 3:1. Die Rasenspieler belegten den 6., Waldhof den 11. Rang. In 36 von 38 Ligaspielen hatte Verteidiger Preis drei Tore erzielt. In der zweiten Regionalligarunde verbesserte sich Waldhof 1964/65 auf den vierten Rang. In 33 Ligaspielen hatte Preis fünf Tore erzielt. Unter Trainer Fred Hoffmann erreichten Preis und Kollegen 1965/66 als beste Platzierung den dritten Rang. Der Abstand zu den zwei ersten Plätzen (Schweinfurt 05 und Kickers Offenbach) betrug aber zehn beziehungsweise neun Punkte. Preis war in 30 Spielen aufgelaufen und hatte neun Tore erzielt. Diverse Verletzungen verhinderten 1966/67 mehr als drei weitere Regionalligaeinsätze. Nach insgesamt 103 Ligaeinsätzen mit 17 Toren beendete Albert Preis im Sommer 1967 seine höherklassige Laufbahn.

### Auswahlspiele, 1958
Am 17. August 1958 debütierte Albert Preis mit 21 Jahren beim Auswärtsspiel mit Waldhof Mannheim bei der SpVgg Fürth in der damals erstklassigen Oberliga Süd. Mit Torhüter Kurt Lennert und Fritz Rößling bildete er das Schlussdreieck der Blau-Schwarzen beim 3:2-Auswärtserfolg vom SV Waldhof. Am 10. September führte der DFB in Düsseldorf ein Testspiel  zwischen zwei Auswahlmannschaften von Juniorenspielern U 23 durch. Preis spielte beim 2:2 im A-Team an der Seite von Torhüter Fritz Ewert, Willi Giesemann und Rolf Geiger. Nach der 1:2-Heimniederlage am 21. September im Lokalderby gegen den VfR Mannheim kam Preis am 23. September in Kiel in der Juniorennationalmannschaft U 23 beim Länderspiel gegen Dänemark zum Einsatz. Beim 0:0-Remis bildete er zusammen mit Friedel Rausch Torhüter Ewert das Verteidigerpaar. Vier Wochen später, am 22. Oktober 1958, debütierte der Waldhof-Verteidiger auch in der B-Nationalmannschaft. In Karlsruhe gewann die deutsche B-Elf das Länderspiel mit 1:0 gegen Österreich. Günter Sawitzki (Torhüter) und die zwei Verteidiger Preis und Hans Barwenzik waren Garanten für die Stabilität der Defensive. Wiederum vier Wochen danach, am 19. November, gehörte er einer nordbadischen Vertragsspielerauswahl der Oberliga Süd an, die ein Spiel in Sofia gegen die bulgarische B-Nationalmannschaft austrug. Beim 4:2-Sieg der Gäste aus Nordbaden lief er zusammen mit Spielern wie Wilhelm Dimmel, Heinz Ruppenstein, Karl-Heinz Kott und Bernhard Termath auf.
Der sportliche Einbruch von Waldhof im weiteren Rundenverlauf führte dazu, dass Preis nicht mehr an seine Startleistungen anknüpfen konnte und seine Auswahleinsätze damit schon früh beendet waren.